# Gervasio Troche
Gervasio Troche (Avellaneda, 28 de novembro de 1976) é um desenhista uruguaio nascido na Argentina.

## Biografia
Troche nasceu em Avellaneda, filho de pais que se exilaram na Argentina depois do golpe de Estado no Uruguai em 1973. Com a instalação da ditadura argentina, a família mudou-se para França e depois para o México. Com o fim da ditadura uruguaia, em 1985, a família retornou a Montevidéo.
Na década do 2000 estudou na oficina de Tunda Prada e Fermín Hontou (Ombú), e publicou seus desenhos no jornal do bairro de La Teja, o El Tejano. Para revista La Mano que Mira fez algumas tirinhas e, no ano 2000, pela editora Alma Zen, publicou uma revista com seu personagem Mangrullo. Também estudou na Escola Nacional de Belas Artes de Montevidéu.
Em 2006 começou a trabalhar no diário La República, onde publicou seus desenhos por mais de cinco anos. Em 2009 criou um blog onde divulgava seu trabalho, e pelo qual foi conhecido na Argentina, Brasil e Espanha. Uma seleção dos trabalhos publicados nesse blog integrou seu primeiro livro, "Desenhos invisíveis", no ano 2013, pela editora argentina Sudamericana, sendo lançado no Brasil em 2014 pela editora Lote 42. A obra também foi publicada na França em 2015.
Troche realizou sua primeira mostra solo em 2012. Ele também expôs seus trabalhos na Argentina, Uruguai e Brasil. O desenhista é colaborador em diversos meios de imprensa uruguaios e de outras partes do mundo, como Folha de S.Paulo, no Brasil, e La Nacíon, na Argentina. Em 2015 pintou um mural no Sesc Ipiranga, em São Paulo, e nesse mesmo ano publicou pela editora Criatura seu segundo livro, "Bagagem", com outra seleção de desenhos publicados em seu blog entre os anos 2012 e 2015.

## Obras
- Dibujos invisibles (Editora Sudamericana, 2013) - Desenhos Invisíveis (Lote 42, 2014)
- Equipaje (Editora Criatura, 2015) - Bagagem (Lote 42, 2016)

## Ligação Externa
- Blog Oficial de Troche